# クリック募金
クリック募金（クリックぼきん、英: Click-to-donate）とは、ウェブページ内の決められた所をクリックすると、個人や企業がクリックされた回数に応じて環境問題や人道支援などに取り組むNGOやNPOなどの団体に現金を送金する仕組みである。「ワンクリック募金」とも呼ばれている。

## 概要
一般的な募金と違い、募金を行う人が金銭を提供する必要がないことから、「身近な社会活動」として近年注目を集めている。また、資金提供を行う企業や個人側のメリットとしては、自らが環境問題などに積極的に取り組んでいることを示す広告としての機能も持つ。
募金として送金される金額やクリック回数の上限はサイトによって異なる（Cookieにより「1日1回1円」という上限を定めているサイトが多い）。また、自治体がスポンサーを通して行っている場合もある。
さらに、クリックするもの以外にページへの訪問者数によって募金が実施される「アクセス募金」や、書き込みを行うことによって募金が行われる「書き込み式募金」もある。
アメリカ合衆国に住む男性が1999年に「世界中から飢餓を無くしたい」という思いでウェブサイトの「The Hunger Site」を開設したのが最初であるが、同サイトはスポンサーから集めた寄付金を本来世界食糧計画 (WFP) に送金する金額(371,675ドル)より少ない金額(200,000ドル)で送金したことで、1999年7月から続いていた世界食糧計画 (WFP) との提携が2000年11月23日に解消された。